# Ґай Карлтон (важкоатлет)
Ґай Карлтон (англ. Guy Carlton, 16 січня 1954 — 11 травня 2001) — американський важкоатлет.
Бронзовий призер Олімпійських Ігор 1984 року в категорії до 110 кг.
Срібний призер Панамериканських ігор 1979 року в категорії до 100 кг.